# Ilusión óptica de distorsión facial
El Ilusión óptica de distorsión facial es una ilusión visual que involucra la presentación rápida de rostros a ambos lados de una pantalla. Los rostros aparecen grotescamente transformados mientras el espectador se enfoca en la cruz a medio camino entre ellos. Como ocurre con muchos descubrimientos científicos, el fenómeno se observó por primera vez por casualidad . El efecto se ha aplicado a las celebridades de Hollywood, y ganó el segundo lugar en el octavo Concurso Anual de la Mejor Ilusión del Año celebrado en 2012 bajo los auspicios de la Vision Sciences Society . El fenómeno, que se ha vuelto viral en YouTube, también representa un ejemplo de fenomenología científica que supera (en este caso) la teoría neurológica. Según Susanna Martinez-Conde, presidenta de la Neural Correlate Society, que organiza la competencia. “Estas son las mejores ilusiones del año, por lo que son muy nuevas por definición. Primero conocerá la fenomenología y, en segundo lugar, los fundamentos neuronales. Por lo general, no sabemos por qué funcionan estas ilusiones en el cerebro. Puede que tengamos teorías, pero los experimentos no se han hecho porque es demasiado pronto".
Un artículo de 2019 en Scientific Reports encontró que el efecto es igualmente fuerte cuando las caras están boca abajo. Esto sugiere que el efecto es independiente de la funcionalidad de percepción de la cara del cerebro humano, que tiende a reaccionar mucho más fuerte a las caras del lado derecho hacia arriba que a las caras invertidas. En los últimos años, se ha teorizado que se debe a que el cerebro exagera las diferencias de los rostros al cambiar estos rápidamente y en la periferia de su campo visual.    